# 大祖国

西班牙美洲地图
“大祖国”的基本范围，即讲西班牙语的美洲国家。

大祖国（西班牙語：Patria Grande）是指涵盖整个西班牙美洲，有时甚至包括整个拉丁美洲和加勒比地区的共享家园或社区的概念。这个术语与反对西班牙美洲独立战争后西班牙美洲殖民地解体的伊比利亚美洲一体化的政治理念相关。该术语也可以用来特指西蒙·玻利瓦尔和何塞·德·圣马丁所坚持的西班牙美洲团结规划。